# Aaron Curry
Aaron Curry (Fayetteville, 6 aprile 1986) è un ex giocatore di football americano e allenatore di football americano statunitense che ha militato nel ruolo di outside linebacker nella National Football League (NFL). Fu scelto quarto assoluto nel Draft NFL 2009 dai Seattle Seahawks. Al college giocò a football alla Wake Forest University.

## Carriera universitaria
Al college, Curry giocò gon i Wake Forest Demon Deacons in 51 partite, di cui 49 come titolare.
Riconoscimenti vinti:
- First-team All American (2008)
- First-team All-Atlantic Coast Conference (2008)
- Second-team All-Atlantic Coast Conference (2007)
- Freshman All American secondo Sporting News (2005)
- Freshman All-Atlantic Coast Conference secondo Sporting News (2005)

## Carriera professionistica

### Seattle Seahawks
Curry fu scelto al primo giro del Draft 2009 dai Seattle Seahawks. L'8 agosto 2009 firmò un contratto di 6 anni per 60 milioni di dollari di cui 34 milioni garantiti.
Debuttò nella NFL il 13 settembre 2009 contro i St. Louis Rams. Il 27 settembre contro i Chicago Bears fece registrare il suo primo sack in carriera e il primo fumble forzato su Jay Cutler. L'11 ottobre 2009 contro i Jacksonville Jaguars totalizzò il record in carriera di 10 tackle, mise a segno il suo secondo sack e procurò ancora una volta un fumble su David Garrard.
Il 14 novembre 2010 contro gli Arizona Cardinals fece due sack e forzò un fumble su Derek Anderson.
Nella stagione 2011 giocò con meno frequenza e il 12 ottobre venne ceduto agli Oakland Raiders.

### Oakland Raiders
I Raiders per acquisire cedettero una scelta del settimo giro del draft NFL 2012 e una del quinto del draft NFL 2013. Il 13 ottobre firmò un contratto di due anni per un totale di 6,07 milioni di dollari. Dopo 3 giorni debuttò con i Raiders. Il 20 novembre contro i Minnesota Vikings recuperò il suo primo fumble in carriera. Il 18 dicembre contro i Detroit Lions segnò il suo primo touchdown dopo un recupero di fumble da 6 yard.
Il 10 marzo 2012 ristrutturò il suo contratto, firmando un accordo quinquennale per un totale di 16,5 milioni di cui 1,885 di bonus e 2,5 milioni garantiti. 
Durante il ritiro estivo dovette sottoporsi a un intervento curativo ad entrambe le ginocchia. Saltò interamente la pre-stagione e venne inserito sulla lista di chi sta recuperando da un infortunio. Il 17 ottobre ritornò ad allenarsi per la prima volta. Il 6 novembre venne reinserito nel roster attivo della squadra. Il 20 dello stesso mese venne svincolato dopo non aver raggiunto i risultati sperati.

### New York Giants
Il 10 maggio 2013 Curry firmò un contratto annuale con i New York Giants.. Il 26 agosto 2013 fu svincolato.
Il 28 agosto 2013 Curry annunciò il proprio ritiro tramite il proprio account su Twitter.

## Palmarès
- Butkus Award - 2008